# Коммунистическая партия Люксембурга
Коммунистическая партия Люксембурга, КПЛ (люкс. Kommunistesch Partei Lëtzebuerg, фр. Parti communiste luxembourgeois, нем. Kommunistische Partei Luxemburg, KPL, PCL) — политическая партия Люксембурга, действующая с 1921 года. Имела депутатов в парламенте в 1934—1940, 1945—1994 и 1999—2004 годах.

## История и деятельность
Партия была основана 2 января 1921 года в городе Нидеркорн активистами, вышедшими из Социалистической рабочей партии Люксембурга. На съезде была принята программа партии. Ранее, в ноябре 1920 года, левыми социал-демократами было запущено издание газета «Der Kampf» (Борьба).
После учреждения компартии газета стала её центральным органом. В 1925 году началось издание нового ежемесячного информационного бюллетеня «Die Proletenfaust» (Пролетарский кулак). С лета 1930 года в качестве центрального органа выходит еженедельник — газета «Die Arbeiterstimme» (Голос рабочего), которая с 1935 года стала носить название «Die Volksstimme» (Голос народа).
КПЛ участвовал в парламентских выборах 1922 года, однако неудачно. С начала 1930-х годов компартия Люксембурга следует линии Коминтерна, ключевыми элементами которой являлись сначала теория «социал-фашизма», а позднее ориентация на создание широкого «Народного фронта». По итогам всеобщих выборов 1934 года представитель компартии впервые вошел в Палату депутатов Люксембурга. Депутатом парламента стал многолетний лидер и основатель КПЛ Зенон Бернард.
В 1937 году в Люксембурге прошёл референдум по вопросу о криминализации революционных политических партий, который был истолкован как референдум против Коммунистической партии Люксембурга.
В мае 1940 года Люксембург был оккупирован немецкими войсками. Тогда же КПЛ была запрещена и ушла в подполье. Компартия активно действовала в Движении сопротивления. Выпускала подпольную газету «Die Wahrheit» (Правда). Многие члены партии и её руководители погибли, включая Зенона Бернарда. В сентябре 1942 года коммунисты приняли участие в подготовке и проведении всеобщей стачки, направленной против оккупации страны.
Участие в Движении сопротивления усиливает влияние компартии среди населения. Численность КПЛ в тот период выросла за счет горнодобывающих и металлургических работников. В 1945 году начинается издание нового центрального органа — газеты «Die Zeitung vum Lëtzeburger Vollek» (Газета люксембургского народа). На первых прошедших после войны всеобщих выборах в октябре 1945 года коммунисты получают 5 депутатских кресел. Представители компартии вошли в состав Правительства народного единства. Коммунист Шарль Маркс занял в ноябре 1945 года пост министра социального обеспечения и здравоохранения. После его смерти в июне 1946 года этот пост занял тогдашний генеральный секретарь компартии Доминик Урбани.
В 1950—1960-х года компартия вела кампанию против присоединения Люксембурга к военным блокам и за нейтралитет страны. Это было связано с тем, что в 1948 году из Конституции страны была изъята статья о её нейтралитете. Люксембург стал одним из государств—членов НАТО. Также компартия выступала против участия в европейских экономических объединениях.
По данным на 1964 год, численность компартии составляла около 500 человек. На выборах 1964 года коммунисты получили 12,5 % голосов и 5 мест в парламенте, на выборах 1968 года — 15,5 % голосов и 6 мест.
1970—1990-е годы стали временем падения влияния компартии. На выборах 1979 и 1984 годов КПЛ получает 2 места, на выборах 1989 года — 1 место, на выборах 1994 года — ни одного. В 1999 году компартия объединяется с Революционной социалистической партией (люксембургская секция Четвертого интернационала) и организацией «Новые левые» в блок «Левые». На первых же всеобщих выборах 1999 года блок получает 3,3 % голосов и 1 место в Палате депутатов.
На всеобщих выборах 2004 года «Левые» и Коммунистическая партия выставили отдельные списки. Фактически это был раскол, ставший итогом дискуссии внутри объединения. В итоге, обе организации не получили достаточного для прохождения в парламент количества голосов. За «Левых» проголосовал 1,9 % избирателей, за компартию — 0,9 %. На парламентских и европейских выборах 2009 года компартия получила до 1,5 % голосов, не приобретя мандатов, в то время, как «Левые» восстановили своё парламентское представительство.